# Pacha (discothèque)
Pour les articles homonymes, voir Pacha.
Pacha est une franchise de discothèques, dont la plus célèbre est celle d'Ibiza. Le premier club Pacha club ouvre à Sitges, à côté de Barcelone en 1967. Le groupe appartient à Ricardo Urgell jusqu'à sa revente début 2017.

## Histoire
Le club est fondé par Pepe Roselló, qui avait commencé sa carrière de club en 1963 en créant le Playboy Club à San Antonio. Après l'ouverture de grandes discothèques comme le Pacha, l'Amnesia et El Divinio au milieu des années 1980, il ouvre le Space.
La discothèque était située près de la ville d'Ibiza, directement sur l'une des plages les plus connues d'Ibiza, la Playa d'en Bossa, avec la discothèque gratuite de plage Bora Bora qui lui était associée. Le Space n'ouvrait qu'à 8 h du matin, quand la plupart des autres clubs fermaient. Cependant, depuis la saison 2008, à la suite de l'adoption de lois plus strictes par les autorités espagnoles, le club ne pouvait ouvrir qu'à 16h30, les portes fermant à 6 h 0. Il y avait un grand mainfloor, trois petits floors et le cœur du club, la terrasse. La sonorisation était assurée par Funktion-One.
Après les années 2000 ouvre le Pacha à New York sur le site de The Sound Factory Bar (en) ; innovant en termes d'agencement et de technologies, celui-ci devient rapidement une référence du clubbing, recevant de prestigieux DJ. Fin janvier 2016, il ferme ses portes. Le groupe est revendu peu après,.

### Pacha Ibiza
Cette boîte de nuit est connue pour accueillir ou avoir accueilli une grande partie des meilleurs disc-jockey du monde, tels que Roger Sanchez, Erick Morillo, la Swedish House Mafia, Pete Tong, Tiësto, le label Defected Records, Laidback Luke, ainsi que les français David Guetta, Bob Sinclar, Martin Solveig, etc.

### Hï Ibiza
En mai 2017, le club Hï Ibiza ouvre ses portes dans les anciens locaux du Space, après avoir été modernisé, sous la direction du crew Ushuaïa. Le Hï Ibiza accueille des DJ tels que Martin Garrix, Armin van Buuren et David Guetta. Le club avait déjà été classé dans le top 5 du top 100 des clubs lors du vote des lecteurs 2018 du magazine britannique DJ Mag.

### Space Riccione
En juillet 2023 et en février 2024, il est annoncé que le Space ouvrirait ses portes en tant que nouveau club à Riccione, sur la côte adriatique italienne. L'ouverture est prévue pour juin 2024,. 

## Franchises
- Algérie : Alger.
- Allemagne : Munich.

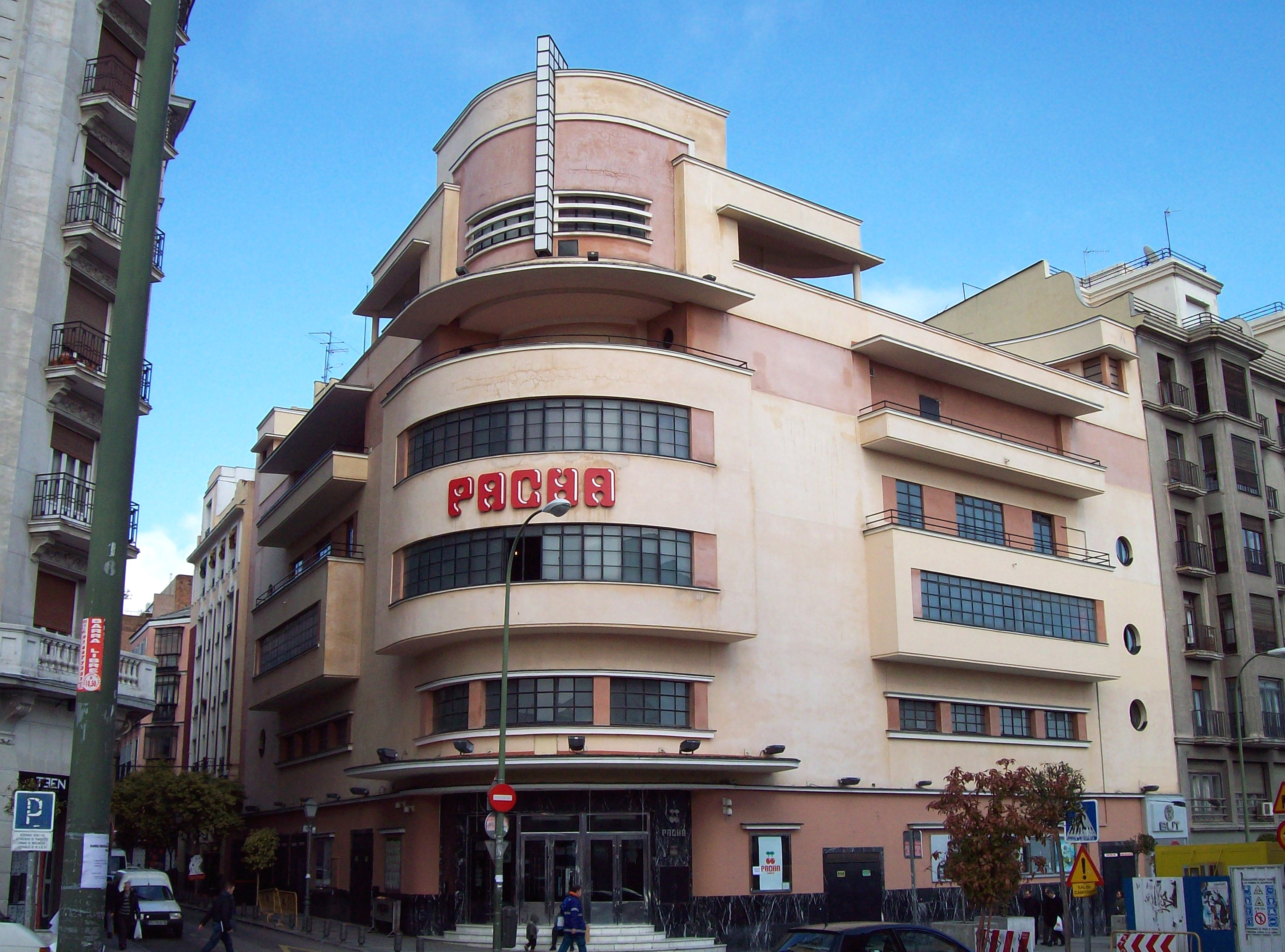
Pacha Madrid, en Espagne.

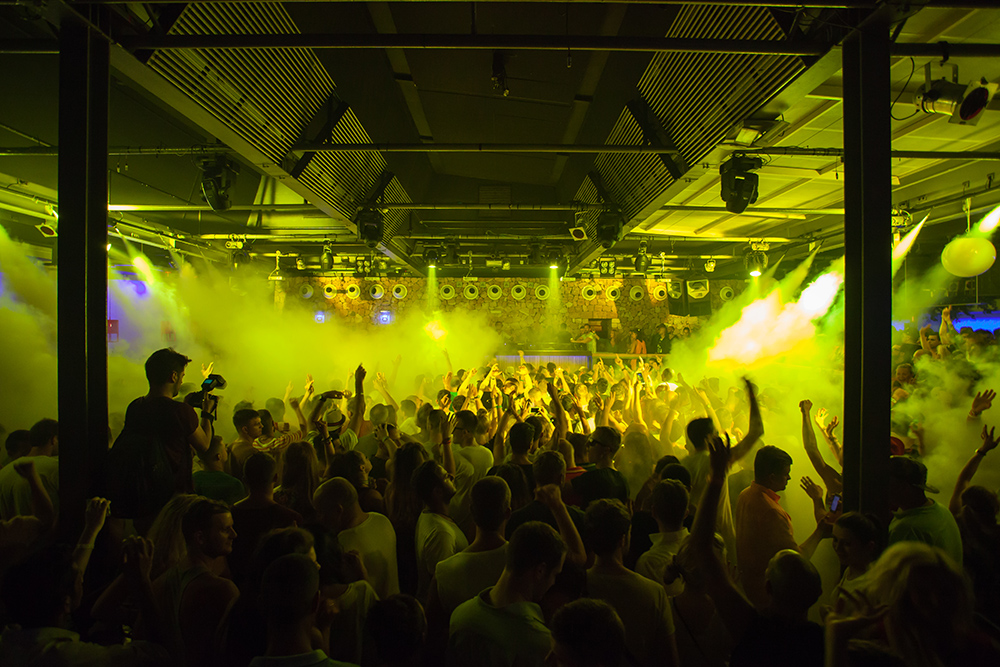
Terrasse (2014).

- Argentine : Buenos Aires, Bariloche, Resistencia.
- Autriche : Ischgl.
- Brésil : São Paulo, Búzios, Florianópolis , Porto Alegre (2009), Rio de Janeiro (2009), Goiânia (2012).
- Égypte : Charm el-Cheikh.
- Espagne : Tenerife, Sitges, Ibiza, Torrevieja, Valence, Madrid, Salou, Barcelone, Santander, Baqueira Beret, Lérida, Las Palmas de Grande Canarie, Grande Canarie, Playa del Inglés, Grande Canarie.
- États-Unis : New York.
- France : Pessac.
- Grèce : Athènes.
- Lituanie : Vilnius.
- Maroc : Marrakech.
- Mexique : San Luis Potosí (fermée).
- Portugal : Plage d'Ofir, Fão, district de Braga.
- Royaume-Uni : Londres.
- Russie : Saint-Pétersbourg, Moscou.
- Roumanie : Bucarest.
- Tchéquie : Prague.
- Tunisie : Hammamet.